# Janvier 1790
Cette page présente les faits marquants du mois de janvier 1790.

## Événements
- 8 janvier, États-Unis : premier Discours sur l'état de l'Union.

- 11 janvier, Révolution brabançonne : proclamation de la république. Henri van der Noot (1731-1827) devient Président du congrès national des États Belgique Unis[1].

- 15 janvier : création des départements français (à la suite d'un décret du 22 décembre 1789), par l'Assemblée constituante qui en définit la carte et en fixe le nombre à 83[2].

- 18 janvier : avant de mourir, Joseph II abroge la plupart de ses réformes, à l’exception des patentes de 1781[3]. Réaction aristocratique en Hongrie, qui réclame la convocation de la Diète et s’oppose à la germanisation. Les nobles brûlent les cadastres. Les paysans se révoltent, soutenant l’empereur[4].

- 20 janvier, France : le comte Maximilien-Auguste Bleickard d'Helmstatt (1728-1802), député de la noblesse pour le bailliage de Sarreguemines, attaché à l'Ancien Régime et refusant de suivre la majorité réformatrice, donne sa démission de l'Assemblée constituante.

- 21 janvier, France : l'Assemblée nationale décrète la décapitation comme seul mode d'exécution des peines capitales, sur proposition du docteur Guillotin[5].

- 23 janvier : les mutins du navire britannique le Bounty, accompagnés d’un groupe de Tahitiens, atteignent l’île Pitcairn, alors inhabitée. Ils débarquent et brûlent leur embarcation[6]. Cette communauté ne sera découverte qu’en 1808, par des baleiniers américains. Un seul des marins britanniques était encore en vie. En 1856, du fait de la surpopulation, deux cents insulaires s’installeront à l’île Norfolk, et certains reviendront plus tard à Pitcairn. L’épave du Bounty sera découverte à l’extrémité sud de l’île, en 1957.

- 28 janvier, France : les Juifs séfarades obtiennent leurs droits de citoyens actifs.

## Naissances
- 14 janvier : Feliks Paweł Jarocki, zoologiste polonais († 25 mars 1865).
- 16 janvier : Jean-Baptiste Paramelle (mort en 1875), hydrogéologue français.
- 23 janvier : Johann Jacob Heckel (mort en 1857), zoologiste autrichien.
- 25 janvier : William Henry Sykes (mort en 1872), militaire, homme politique et ornithologue britannique.

## Décès
- 15 janvier : John Landen (né en 1719), mathématicien anglais.
- 31 janvier : Jacques-André Mallet (né en 1740), astronome suisse.